# Йосеф Блох
Йосеф Шмуель Блох (англ. Joseph (Josef) Samuel Bloch, 1850—1925) — галицький єврейський громадський, релігійний і політичний діяч, письменник.

## Біографічна довідка
Народився в м. Дукля (нині у Польщі). Здобув традиційну єврейську освіту в єшиві у Львові. Навчався в Мюнхенському та Цюрихському університетах. До 1894 — рабин у промисловому передмісті Відня. Активна участь Блоха в гучному процесі проти антисеміта проф. Ролінга, який звинувачував євреїв у ритуальних убивствах (Кривавий наклеп у Тісаесларі, 1883), сприяла зростанню його популярності серед австро-угорського єврейства. У 1883 заснував один із перших єврейський німецькомовних часописів «Österreichischer Wochen-schrift» («Австрійський щотижневик»), який став центром захисту громадянських прав євреїв в Австро-Угорщині.
У 1884 Блоха обрали послом до Райхсрату в одному з виборчих округів Галичини, в тому числі від єврейської громади Коломиї. До 1895 відстоював в австрійському парламенті права євреїв та боровся з проявами антисемітизму. Прихильник ідей просвітництва, Блох виступав водночас як проти крайнощів націоналізму, так і проти асиміляції єврейства, обстоював ідею створення багатонаціональної космополітичної ідентичності, яка має об'єднати всіх громадян Австро-Угорщини в єдину націю.